# Rheumaptera rebeli
Rheumaptera rebeli är en fjärilsart som beskrevs av Nitsche 1923. Rheumaptera rebeli ingår i släktet Rheumaptera och familjen mätare. Inga underarter finns listade.